# Виллар (Дордонь)
Вилла́р (фр. Villars) — коммуна во Франции, находится в регионе Аквитания. Департамент — Дордонь. Входит в состав кантона Брантом. Округ коммуны — Нонтрон.
Код INSEE коммуны — 24582.

## География

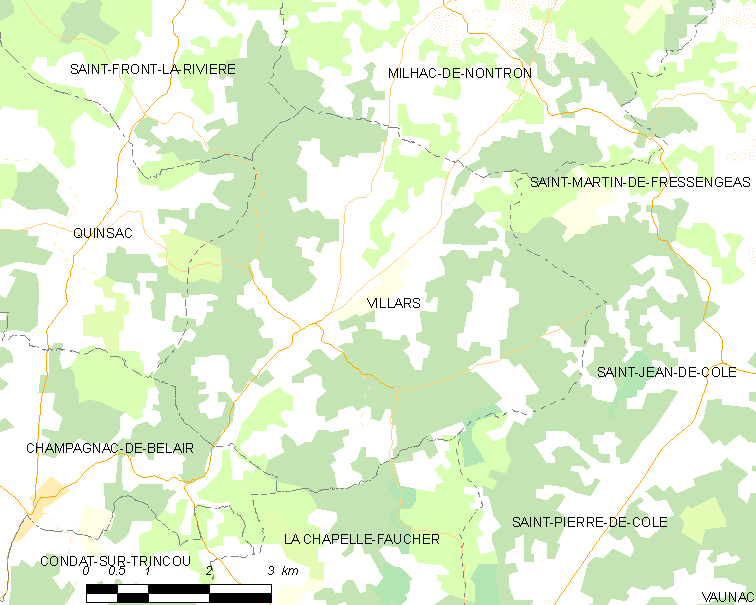
Карта коммуны

Коммуна расположена приблизительно в 400 км к югу от Парижа, в 125 км северо-восточнее Бордо, в 27 км к северу от Перигё.
По территории коммуны протекает река Тренку.

### Климат
Климат умеренный океанический со средним уровнем осадков, которые выпадают преимущественно зимой. Лето здесь долгое и тёплое, однако также довольно влажное, здесь не бывает регулярных периодов летней засухи. Средняя температура января — 5 °C, июля — 18 °C. Изредка вследствие стечения неблагоприятных погодных условий может наблюдаться непродолжительная засуха или случаются поздние заморозки. Климат меняется очень часто, как в течение сезона, так и год от года.

## Население
Население коммуны на 2010 год составляло 458 человек.
| 1962 | 1968 | 1975 | 1982 | 1990 | 1999 | 2010 |
| ---- | ---- | ---- | ---- | ---- | ---- | ---- |
| 802  | 735  | 647  | 586  | 568  | 526  | 458  |

## Администрация
| Период | Период | Фамилия               | Партия                  | Примечания |
| ------ | ------ | --------------------- | ----------------------- | ---------- |
| 1995   | 1996   | Мишель Лапьер         |                         |            |
| 1996   | 2001   | Гастон-Марсель Гролье |                         |            |
| 2001   | 2008   | Мишель Куртуа         |                         |            |
| 2008   | 2020   | Жан-Пьер Гролье       | Социалистическая партия | пенсионер  |

## Экономика
В 2010 году среди 279 человек трудоспособного возраста (15—64 лет) 195 были экономически активными, 84 — неактивными (показатель активности — 69,9 %, в 1999 году было 68,2 %). Из 195 активных жителей работали 180 человек (98 мужчин и 82 женщины), безработных было 15 (6 мужчин и 9 женщин). Среди 84 неактивных 11 человек были учениками или студентами, 51 — пенсионерами, 22 были неактивными по другим причинам.

## Достопримечательности
- Руины цистерцианского аббатства Нотр-Дам-де-Бошо (XII век). Исторический памятник с 1950 года[5]
- Церковь (веркирхе) Св. Марциала (XII век). Исторический памятник с 1950 года[6]
- Замок Пюигийем[фр.] (XVI век). Исторический памятник с 1912 года[7]
- Пещера Клюзо[фр.] с наскальными доисторическими рисунками (верхний палеолит). Исторический памятник с 1958 года[8]

## Фотогалерея

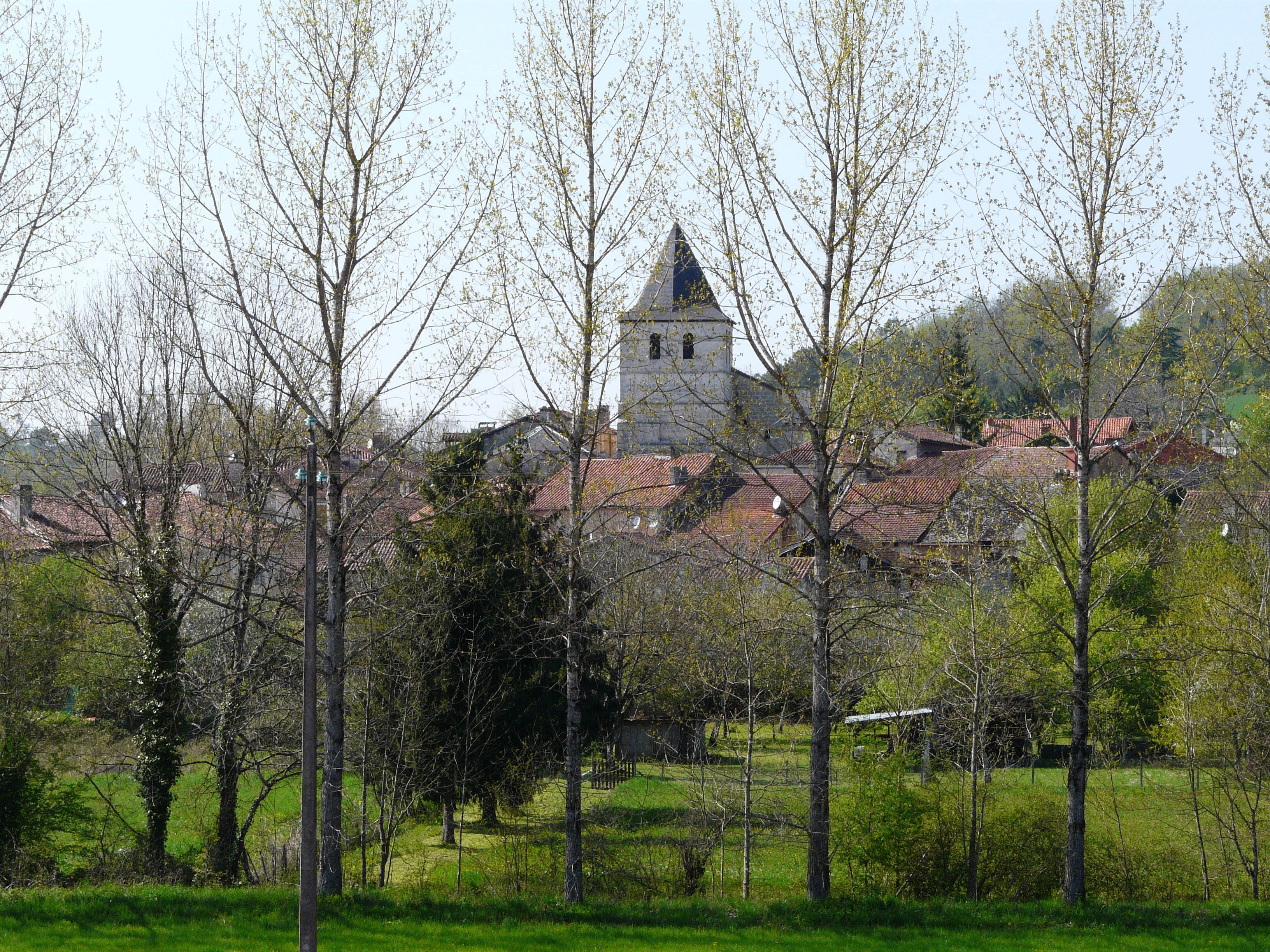
Виллар
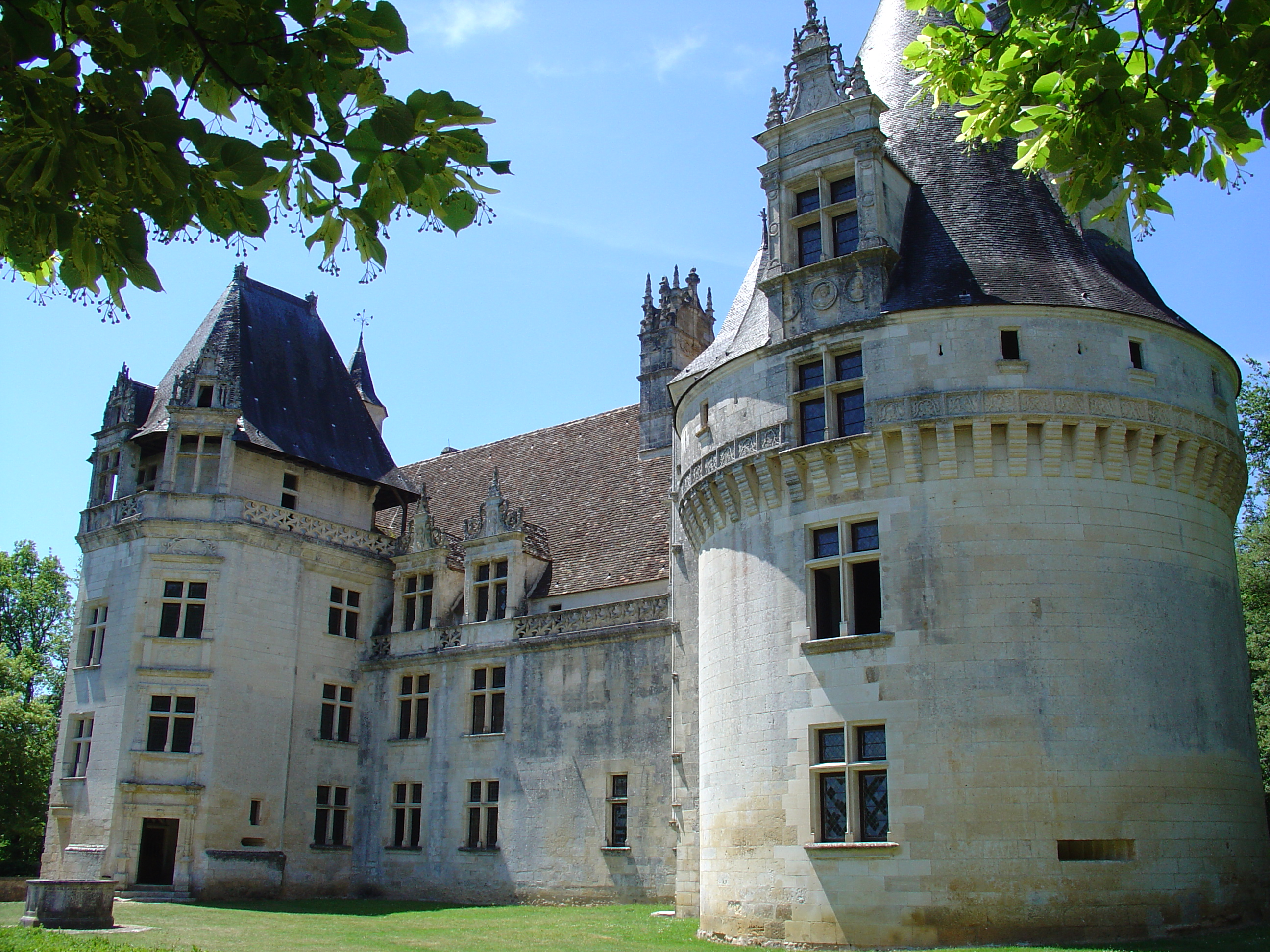
Замок Пюигийем
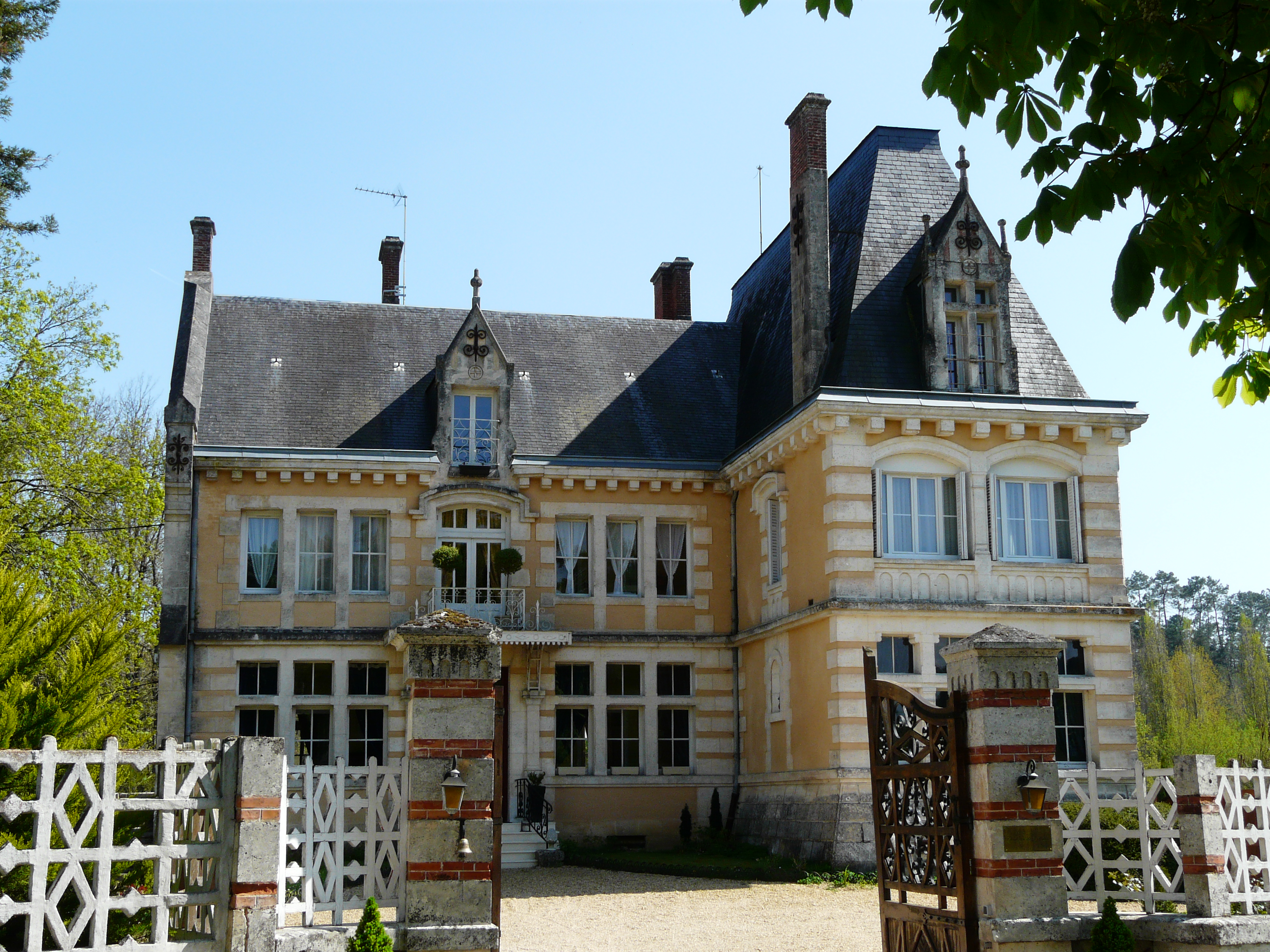
Небольшой замок
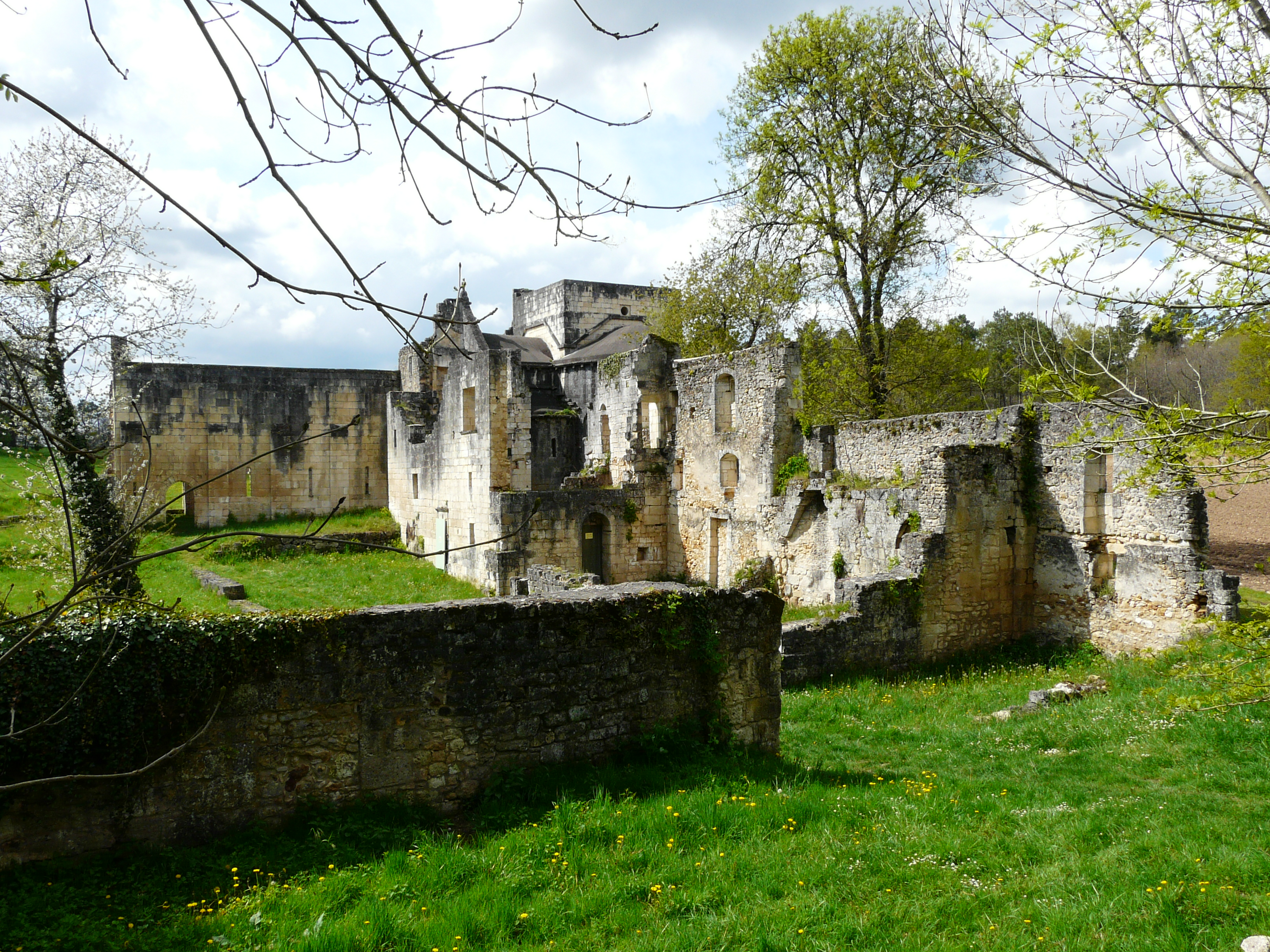
Руины аббатства
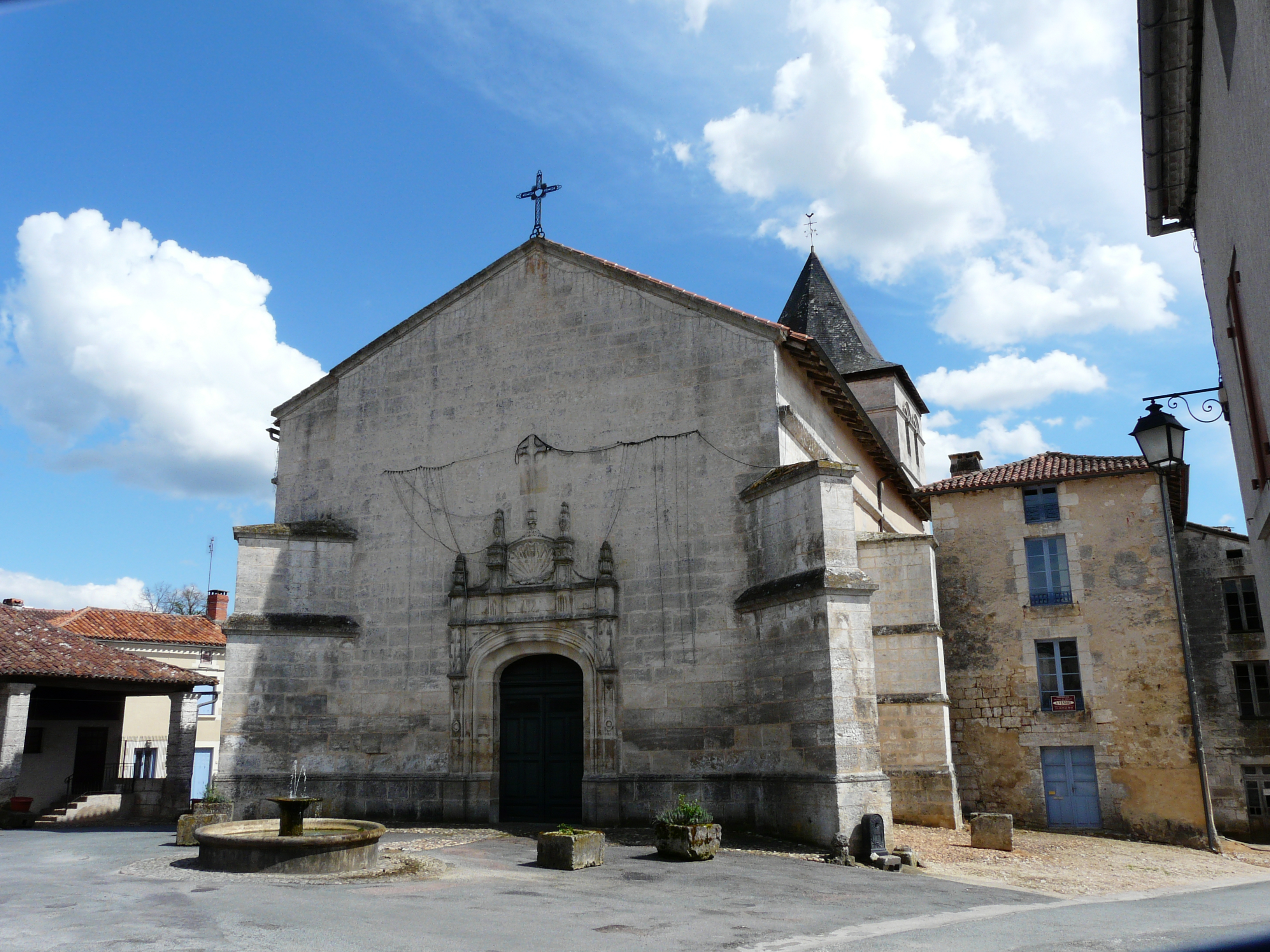
Церковь Св. Марциала
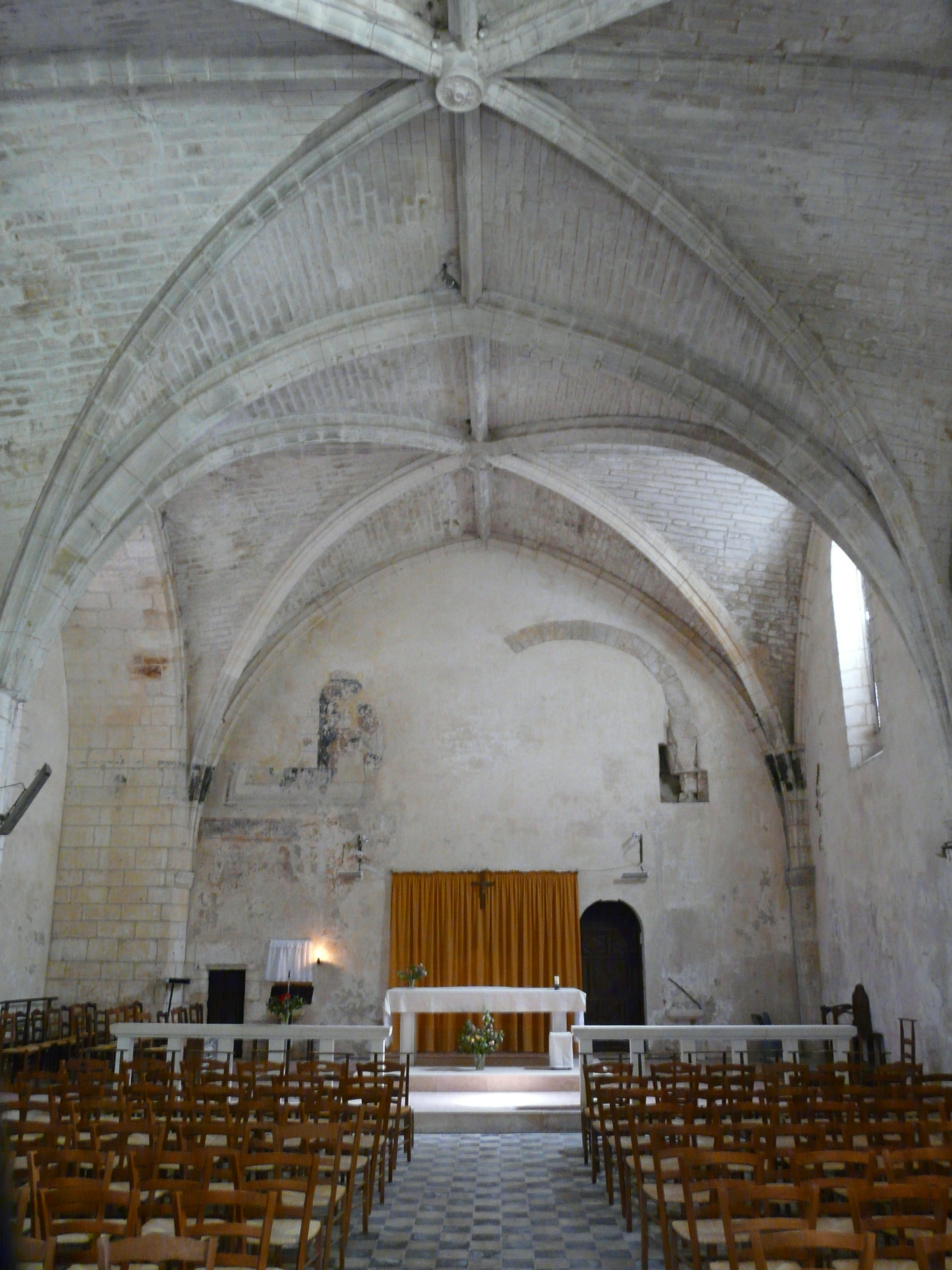
Интерьер церкви
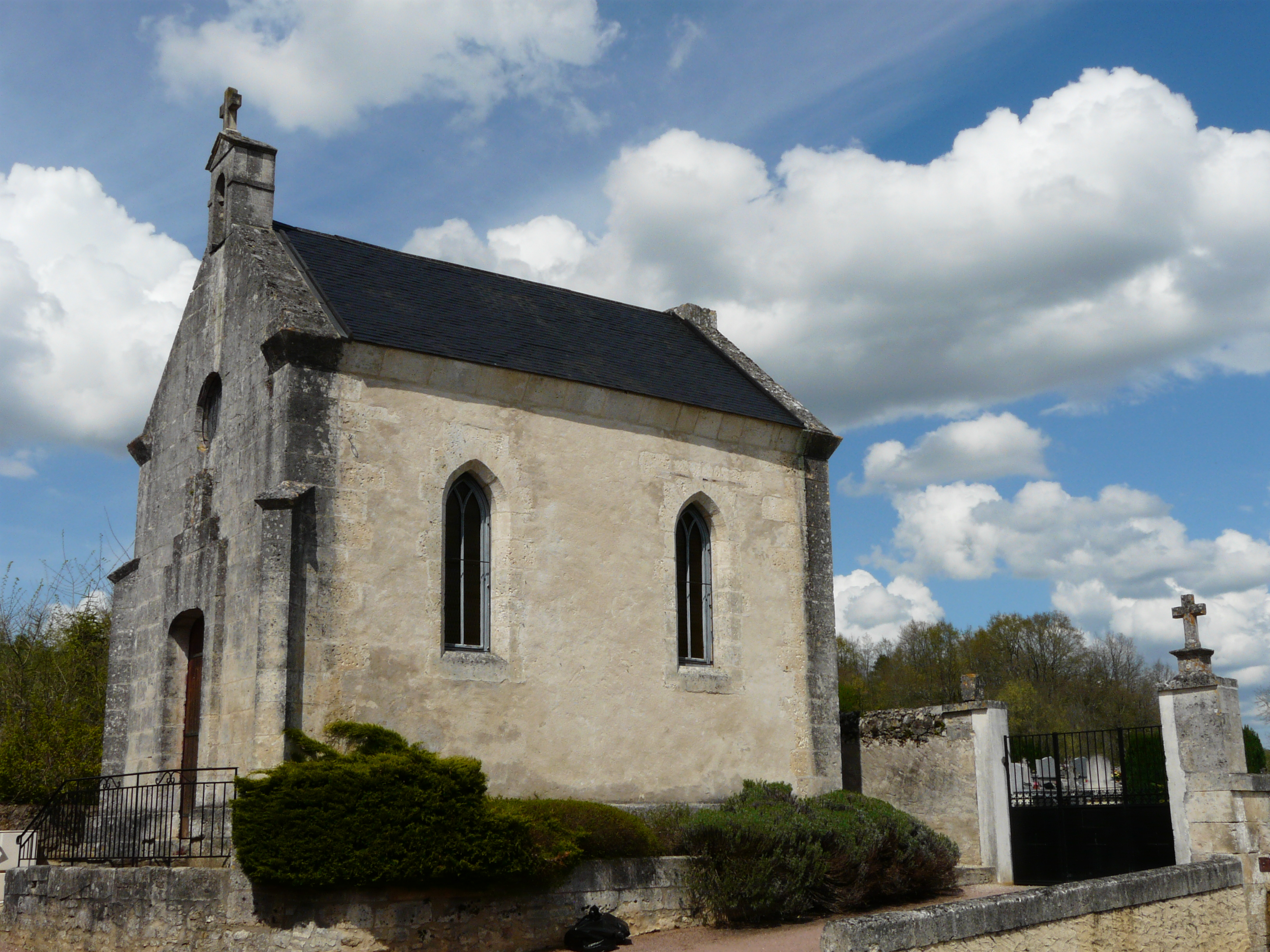
Часовня на кладбище
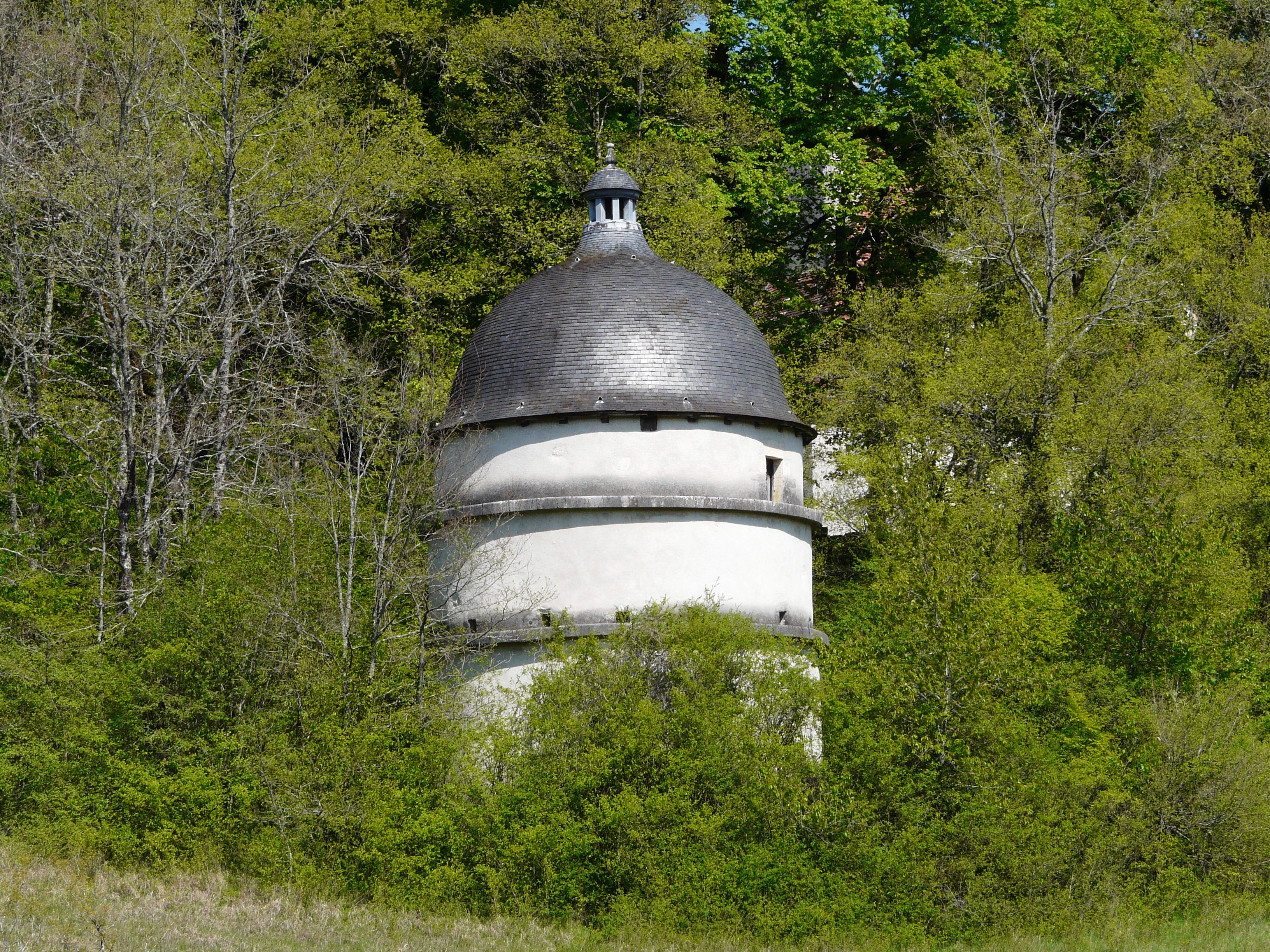
Голубятня
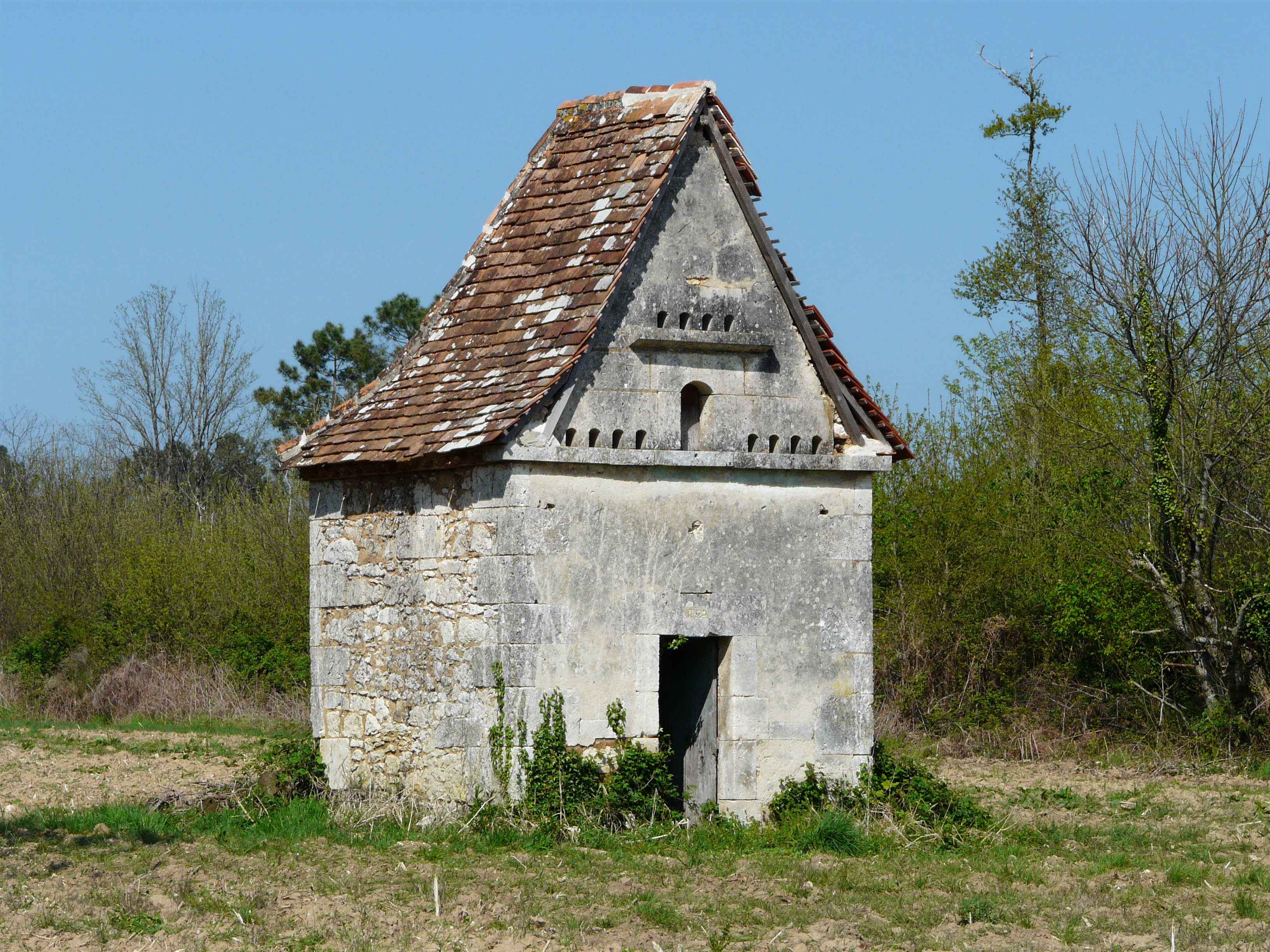
Голубятня
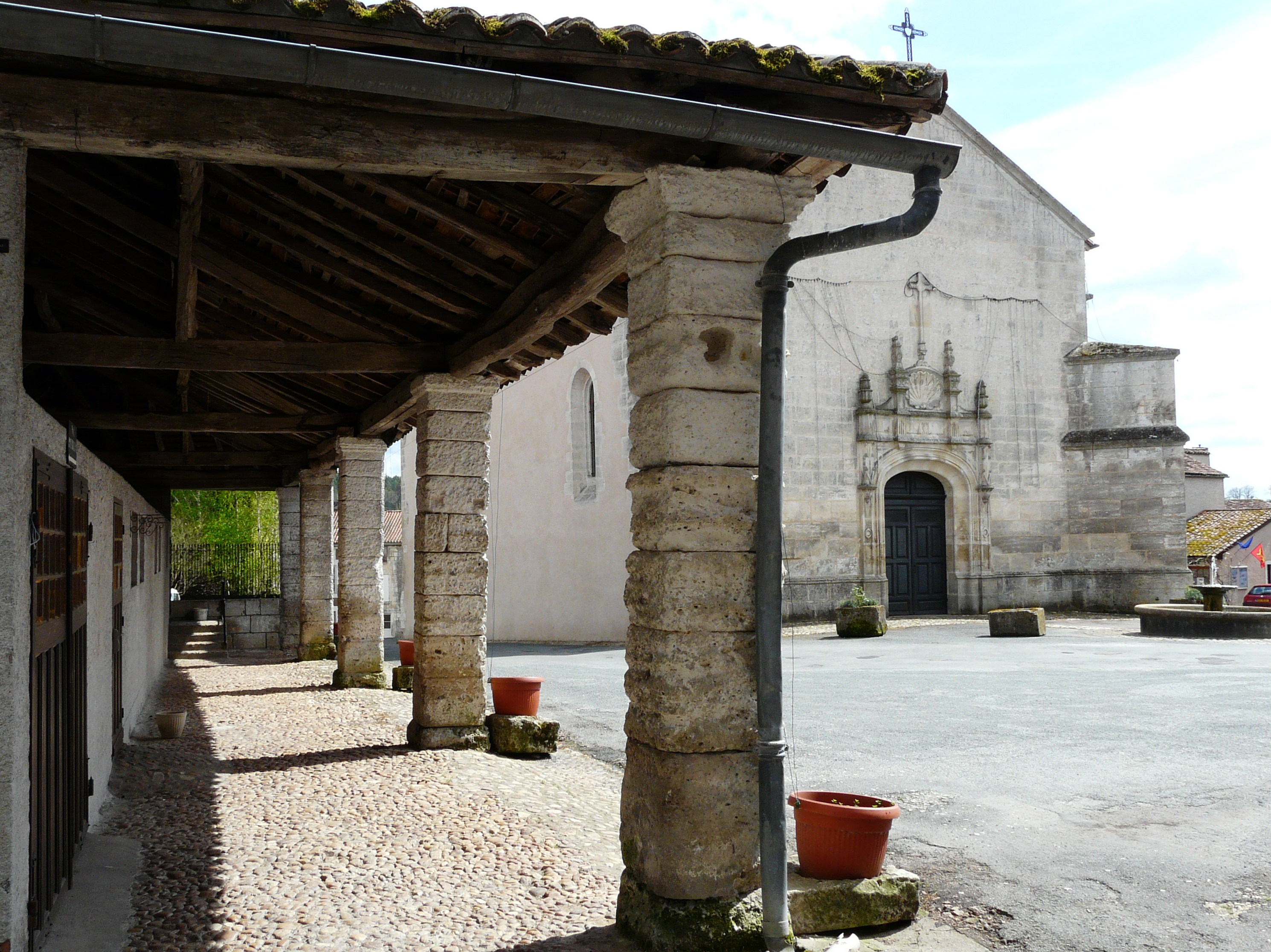
Крытый рынок
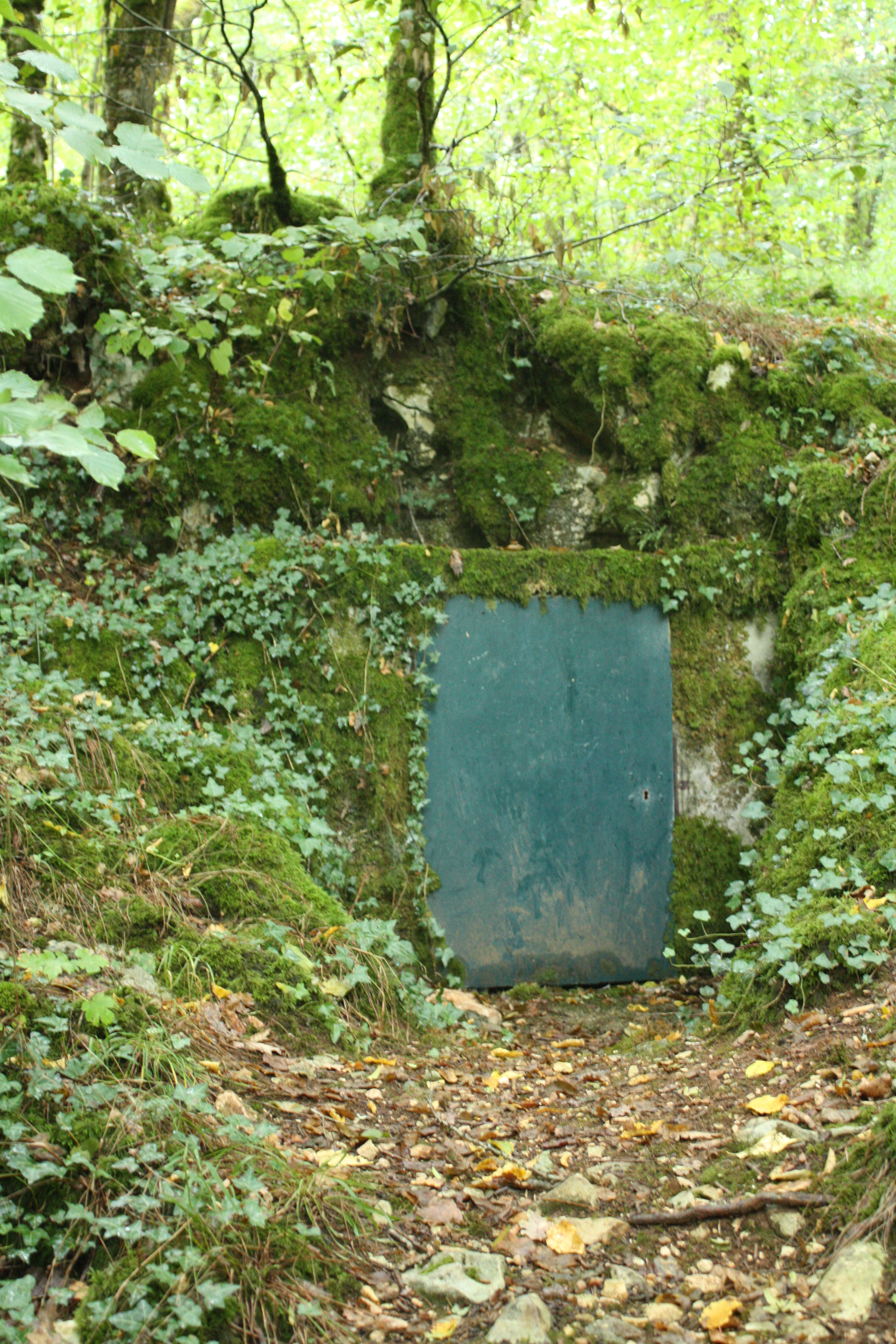
Вход в пещеру Клюзо
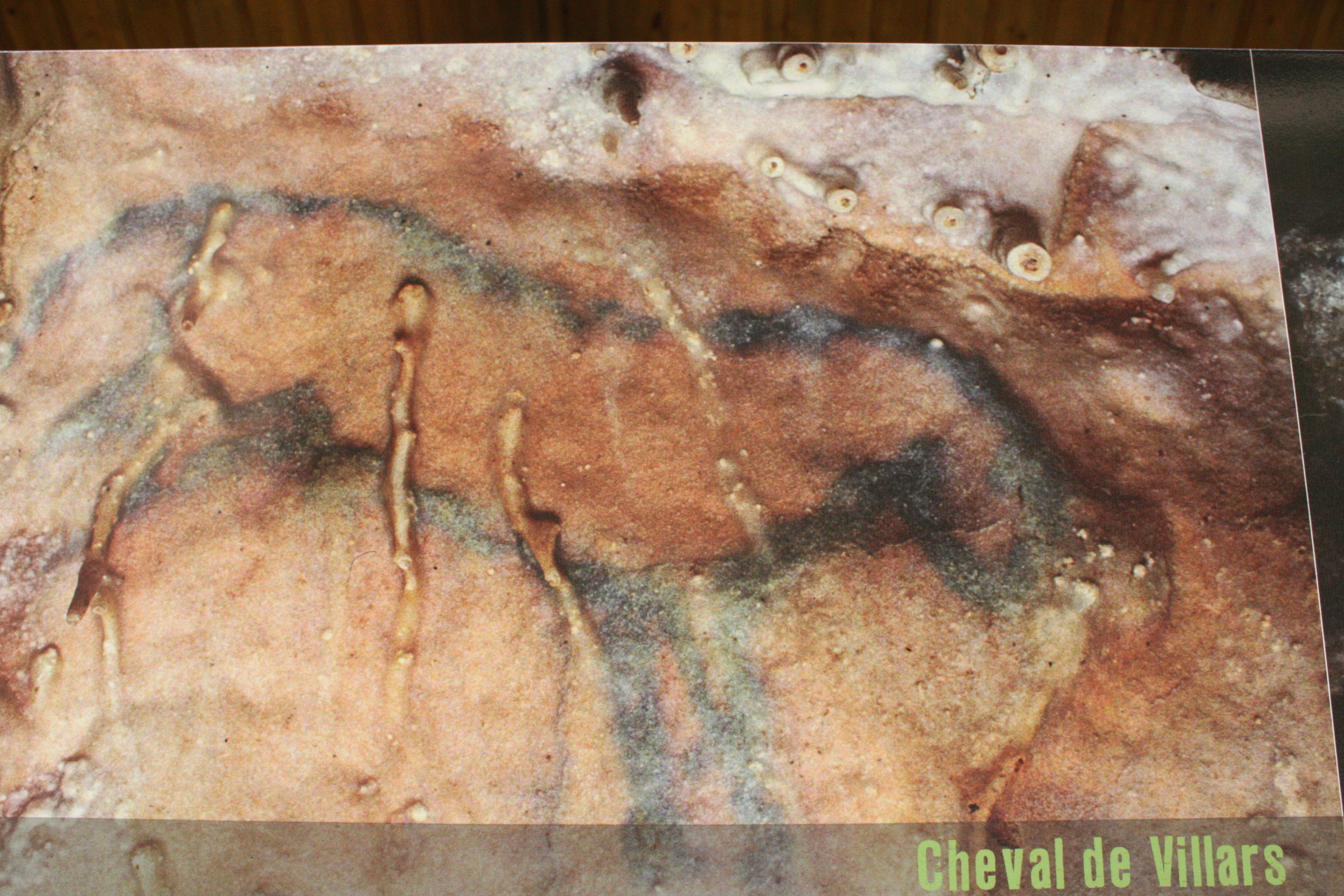
Рисунки в пещере Клюзо
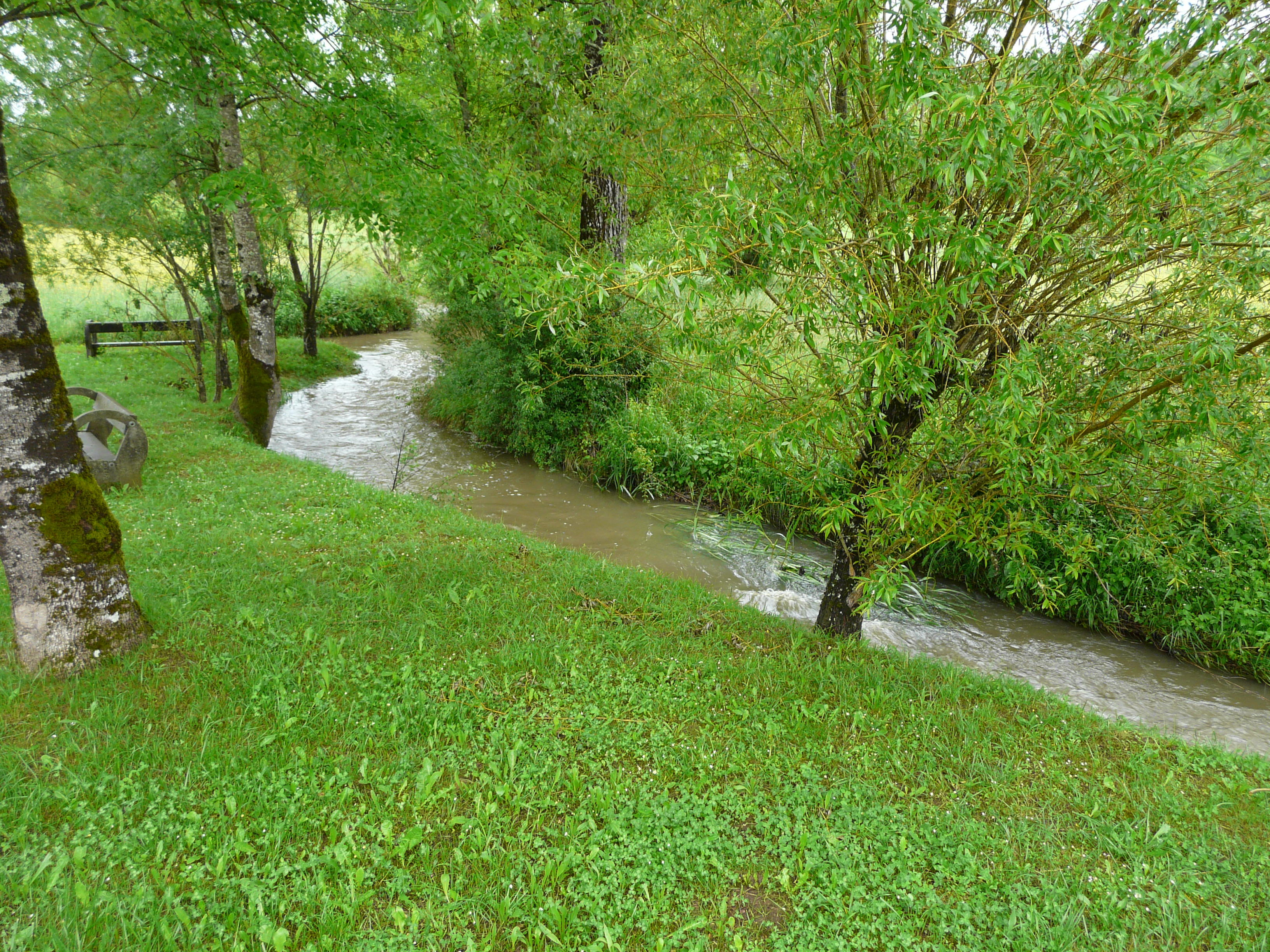
Река Тренку